# Cícero (línea Verde)
Cícero es una estación en la línea Verde del Metro de Chicago. La estación se encuentra localizada en 4800 West Lake Street en Chicago, Illinois. La estación Cícero fue inaugurada el marzo de 1894.  La Autoridad de Tránsito de Chicago es la encargada por el mantenimiento y administración de la estación. Hasta 1948, la siguiente estación hacia El Loop era la estación Kostner.

## Descripción
La estación Cícero cuenta con 1 plataforma central y 2 vías. 

## Conexiones
La estación es abastecida por las siguientes conexiones: 
- Rutas del CTA Buses: #54 Cicero